# Salomão Franck
Salomão Franck, ou Salomo Franck (nascido em março de 1659 em Weimar; morto em 14 de junho de 1725) foi um jurista alemão e poeta. Seus textos são hoje considerados a base das principais cantatas de Johann Sebastian Bach, quando este morava em Weimar.